# 介万奇
介万奇（1959年—），西北工业大学教授，主要从事凝固理论与技术、铸造技术与化合物半导体晶体生长与性能表征研究。中华人民共和国教育部第二批“长江学者”特聘教授，主持中国国家973计划项目。介万奇主持多个重点学术项目、担任多个期刊编委、出版多本学术著作、发表数百篇论文、获得多个奖项和发明专利。

## 生平
1988年获西北工业大学铸造专业工学博士学位后留校任教，1993年晋升教授，1995年任凝固技术国家重点实验室副主任，1996至2002年任西北工业大学材料学院院长。